# بوکوو (برلین)
بوکوو (به آلمانی: Berlin-Buckow) یک منطقهٔ مسکونی در آلمان است که در Neukölln واقع شده‌است. بوکوو ۳۸٬۰۱۸ نفر جمعیت دارد.